# Mohamed Al-Malky
Mohamed Amer Al-Rashed Al-Malky (1 de dezembro de 1962) é um antigo atleta omanita, especialista em corridas de 400 metros. Competiu nos Jogos Olímpicos de 1984, 1988 e 1992, tendo conseguido alcançar o oitavo lugar na final de 1988.
A sua melhor marca pessoal (44.56 s), obtida em Budapeste em 1988, é ainda hoje recorde asiático.
Ganhou a medalha de ouro nos Campeonatos Asiáticos de 1987 e nos Jogos Asiáticos de 1990.